# Matteo Barbabianca
Matteo Barbabianca (falecido em 1582) foi um prelado católico romano que serviu como bispo de Pula (1567–1582).

## Biografia
No dia 28 de abril de 1567, Barbabianca foi nomeado pelo Papa Pio V como Bispo de Pula. Serviu como Bispo de Pula até à sua morte em 1582.
Enquanto bispo, foi o principal co-consagrador de Giuseppe Pamphilj, Bispo de Segni (1570).